# 의재문화재단
의재문화재단은 의재문화유산의 보존, 계승과 남종화의 전통유지, 삼애사상에 입각한 향토문화의 발전 및 개발을 목적으로 1998년 2월 16일 설립된 문화체육관광부 소관의 재단법인이다. 사무실은 광주시 동구 운림동 85-1에 있다.

## 주요 사업
- 의재문화유산의 보존, 계승
- 의재기념관 건립 및 유지관리
- 남종화의 전통유지 및 계승발전
- 향토문화사업
- 삼애사상 전파 등